# 汪曾炜
汪曾炜（1922年—），男，江苏高邮人，中国心血管外科专家，曾任中国人民解放军沈阳军区总医院主任医师、博士生导师。

## 家庭
堂兄汪曾祺。